# Mir Bacha Kot
Mir Bacha Kot (persiska: مير بچه كوت) är en distriktshuvudort i Afghanistan. Den ligger i distriktet Mir Bacha Kot och provinsen Kabul, i den nordöstra delen av landet, 25 kilometer norr om huvudstaden Kabul. Antalet invånare är cirka 5 400.